# 40-ва радіотехнічна бригада (Україна)
44°36′14″ пн. ш. 33°29′15″ сх. д. / 44.60389° пн. ш. 33.48750° сх. д.
40-ва Кримська радіотехнічна бригада (40 РТБр, в/ч А1656) — військове формування радіотехнічних військ Збройних сил України, що існувало у 1992—2014 роках. Перебувало у складі повітряного командування «Південь» Повітряних сил ЗСУ. Бригада виконувала завдання охорони державного кордону України у повітряному просторі.
Після окупації Криму в 2014 році, Російською Федерацією на її фондах було утворено 3-й радіотехнічний полк.

## Історія
У січні 1992 року, після розпаду СРСР, 16-та радіотехнічна бригада СРСР перейшла під юрисдикцію України.
22 лютого 2008 року командувач ПвК «Південь» Повітряних сил ЗСУ генерал-лейтенант Петрушенко М. М. урочисто вручив частині Бойове знамено.

### Російсько-українська війна
1 березня 2014 року на територію окремої радіолокаційної роти (мис Меганом) прибули озброєні підрозділи ЗС РФ, які блокували роботу радіотехнічних засобів роти і опечатали кімнату зберігання зброї.
13 березня 2014 батальйон «Ай-Петрі» 40-ї радіотехнічної бригади було заблоковано російськими військами вторгнення у Криму.
Після окупації Криму в 2014 році, Російською Федерацією на її фондах було утворено 3-й радіотехнічний полк.

## Структура
Станом на 1 лютого 2014:
- 251 ортб (в/ч А2255), м. Севастополь (Бельбек).
- 257 ортб (в/ч А1554) (348 ПНА) Автономна республіка Крим, м. Ялта (Ай-Петрі).
- 262 ортб (в/ч А0883) (259 ПНА) Автономна республіка Крим, м. Керч.
- 549 орлр (в/ч А1051), м. Севастополь (Фіолент).
- 727 орлр (в/ч А1138), Автономна республіка Крим, м. Судак (Меганом).
- 729 орлр (в/ч А1133), Автономна республіка Крим, м. Феодосія.
- 740 орлр (в/ч А0801), Автономна республіка Крим, Ялтинський р- н, с. Обвальний.
- 469 орлр (в/ч А0879), Автономна республіка Крим, м. Євпаторія.
- NNN орлр (в/ч А1863) (260 ПНА) Автономна республіка Крим, смт Чорноморське (Тарханкут).
- NNN орлр (в/ч А1397), Автономна республіка Крим, м. Алушта (Костель)

## Командувачі
- (1992—1995) полковник Хімченко Сергій Миколайович
- (1995—2002) полковник Юшкявічус Альгімантас Генріко
- (2002—2005) полковник Сівцов Віталій Васильович
- (2005—2011) полковник Боклаг Олександр Миколайович
- (2011—2014) полковник Дубінцев Сергій Валерійович
- (2014) т.в.о. полковник Жамойтін Руслан Едуардович